# Віліс Рідзеніекс
Віліс Рідзеніекс (латис. Vilis Rīdzenieks; 15 грудня 1884, Жагаре, Ковенська губернія, Російська імперія — 1962) — латвійський фотограф. Уродженець Литви. У 1908 переїхав до Санкт-Петербурга. Учень фотографа Алексєєва. Пізніше — творець ризького салону KLIO. Голова Латвійського фотографічного товариства. Засновник профспілки фотографів.

## Біографія
Рідзеніекс — єдиний фотограф, який був присутній на церемонії проголошення незалежності Латвії в 1918. Його фотографія «Latvijas Republikas pasludināšana 1918. gada 18. novembrī» стала одним із символів незалежності Латвії. Райніс називав Рідзеніекса
|  | Поет у виборі місця і моменту. |

## Найвідоміші роботи
- Проголошення Латвійської держави 18 листопада 1918;
- Мати — портрет скорботної матері композитора Емілса Дарзіньша в десяту річницю з дня його смерті;
- Палаюча дзвіниця церкви Св. Петра. 29 червня 1941 (латис. Sv. Pētera baznīcas degšana 1941). До сих пір у експертів немає єдиної думки, чи є фотографія фотомонтажем чи ж документальним кадром. Деякі вважають кадр підробкою, тому що «палаюча вежа не впала набік, а просто провалилася вниз …».

## Нагороди
- Орден Трьох зірок
- Орден Трьох зірок
- Хрест Визнання 5-го ступеня.